# VONDS市原
VONDS市原FC（ボンズいちはらエフシー、VONDS Ichihara Football Club）は、千葉県市原市をホームタウンとする社会人サッカークラブ。Jリーグ加盟を目指すクラブの一つである。通称「ボンズ」。

## 概要
1967年創設の古河電気工業千葉事業所サッカー部が母体となる。2011年にVONDS市原FCが発足。2020年にJリーグ百年構想クラブとして承認された。クラブ名は「絆」の英訳「BOND」の頭文字を「勝利」のVに変え、複数形とした造語である。クラブの運営会社は株式会社VONDS市原であり、サッカースクールなどの運営法人として一般社団法人VONDS市原がある。

## 歴史
1967年に古河電気工業千葉事業所サッカー部として創設。1976年から1977年まで日本サッカーリーグ（JSL）2部に在籍した経歴を有する。2008年にクラブチーム化すると共にS.A.I市原サッカークラブ（S.A.I市原SC）へ改称。
2011年、市原市サッカー協会が主体となって市民球団としてVONDS市原FCを創設し、S.A.I市原SCを承継した。同年、第18回全国クラブチームサッカー選手権大会に開催地代表として出場し優勝。2012年は関東社会人サッカー大会で優勝し関東リーグ2部に昇格。
2013年は関東リーグ2部で2位となり、1部昇格。2014年、第50回全国社会人サッカー選手権大会で3位入賞。第38回全国地域サッカーリーグ決勝大会の出場権を獲得したが、1次ラウンドで敗退となった。2015年、関東リーグ1部で2位。第51回全国社会人サッカー選手権大会は1回戦で敗退。
2016年、元清水監督のゼムノビッチ・ズドラヴコが監督に就任。前期は首位で折り返すも関東サッカーリーグ1部で東京23FCに次ぐ2位。第52回全国社会人サッカー選手権大会は2回戦で敗退した。クラブとして初めて天皇杯出場したが、東京Vに1-2で敗れた。
2017年には元川崎のレナチーニョやU-20ガーナ代表歴のあるマイケル・タビアンが入団。リーグ戦で13勝3分2敗の成績でVONDS市原FCとしては初となる関東リーグ1部優勝を決めた（前身の古河電工千葉時代を含めると37年ぶり3回目）。全国地域サッカーチャンピオンズリーグ2017は1次ラウンドを3連勝で決勝ラウンドに進出したが、決勝ラウンドは3位に終わった。
2019年は2年ぶりにリーグ優勝を果たしたが、全国地域サッカーチャンピオンズリーグ2019は1次ラウンドで敗退した。2020年にJリーグ百年構想クラブとして承認された。
2023年は4年ぶりにリーグ優勝。全国地域サッカーチャンピオンズリーグ2023では1次ラウンド2位となるも、ワイルドカード枠で決勝ラウンドに進出。準優勝となり入替戦に進出した。しかしJFL・地域リーグ入替戦ではJFL最下位の沖縄SVに延長戦の末1-2で敗れJFL昇格を逃した。
2024年は18戦無敗でリーグ連覇を果たす。全国地域サッカーチャンピオンズリーグ2024では1次ラウンド全勝も、決勝ラウンドは第2戦終了時点で1分1敗と苦戦。2位に入るためには福井ユナイテッドFCとの最終戦で3点差以上の勝利が必須であったが、乱打戦の末6-3で勝利し2年連続の準優勝となる。しかしJFL・地域リーグ入替戦ではJFL最下位のミネベアミツミFCに0-1で敗れ、またもJFL昇格を逃した。

## 成績
| 年度 | 所属      | 順位 | 勝点 | 試合 | 勝 | 分 | 敗 | 得点 | 失点 | 差 | 天皇杯     | 監督                                   |
| 2011 | 千葉県1部 | 4位  | 26   | 13   | 8  | 2  | 3  | 41   | 25   | 16 | 県予選敗退 | 池上正                                 |
| 2012 | 千葉県1部 | 優勝 | 36   | 13   | 12 | 0  | 1  | 50   | 13   | 37 | 県予選敗退 | 林洋一                                 |
| 2013 | 関東2部   | 2位  | 36   | 18   | 12 | 0  | 6  | 45   | 20   | 25 | 県予選敗退 | 西村卓朗                               |
| 2014 | 関東1部   | 3位  | 30   | 18   | 8  | 6  | 4  | 37   | 27   | 10 | 県予選敗退 | 西村卓朗                               |
| 2015 | 関東1部   | 2位  | 38   | 18   | 12 | 2  | 4  | 35   | 22   | 13 | 県予選敗退 | 西村卓朗（-4月） 木村哲昌（5月-）      |
| 2016 | 関東1部   | 2位  | 36   | 18   | 11 | 3  | 4  | 40   | 14   | 26 | 1回戦敗退  | ゼムノビッチ・ズドラヴコ               |
| 2017 | 関東1部   | 優勝 | 42   | 18   | 13 | 3  | 2  | 44   | 18   | 26 | 県予選敗退 | ゼムノビッチ・ズドラヴコ               |
| 2018 | 関東1部   | 2位  | 38   | 18   | 12 | 2  | 4  | 48   | 20   | 28 | 2回戦敗退  | ゼムノビッチ・ズドラヴコ               |
| 2019 | 関東1部   | 優勝 | 46   | 18   | 15 | 1  | 2  | 40   | 12   | 28 | 県予選敗退 | ルイス・フラヴィオ・ブオンジェルミーノ |
| 2020 | 関東1部   | 4位  | 17   | 9    | 5  | 2  | 2  | 15   | 7    | 8  | 2回戦敗退  | 岡山一成                               |
| 2021 | 関東1部   | 3位  | 45   | 22   | 14 | 3  | 5  | 40   | 15   | 25 | 県予選敗退 | 岡山一成                               |
| 2022 | 関東1部   | 4位  | 29   | 18   | 8  | 5  | 5  | 22   | 20   | 2  | 県予選敗退 | 布啓一郎                               |
| 2023 | 関東1部   | 優勝 | 46   | 18   | 15 | 1  | 2  | 30   | 8    | 22 | 県予選敗退 | 布啓一郎                               |
| 2024 | 関東1部   | 優勝 | 46   | 18   | 14 | 4  | 0  | 28   | 8    | 20 | 県予選敗退 | 伊澤篤                                 |

## 下部組織
2013年にセカンドチーム（VONDS市原Vert）が、2015年にジュニアユースとレディースU-15が発足。
また、ジュニアソフトボールクラブ（中学生女子）、うぐいす会VONDS市原ソフトボールクラブ（社会人女子）、ダンススクールがある。

### ジュニアユース
2015年発足。

### レディース
2017年発足。正式名称「VONDS市原FCレディース」。なでしこリーグ2部所属

### レディースU-15
2015年発足。旧称「千葉エンジェルス」。千葉県女子ユース（U-15）サッカーリーグ1部所属
- セカンドチームとして「VONDS市原Green」が千葉県女子ユース（U-15）サッカーリーグ2部に所属している。

## タイトル

### トップチーム（現名称以降）
リーグ戦
- 関東サッカーリーグ1部: 4回 (2017年、2019年、2023年、2024年)
- 千葉県社会人サッカーリーグ1部: 1回（2012年）

カップ戦
- 全国クラブチームサッカー選手権大会: 1回（2011年）
- 千葉県サッカー選手権大会: 3回 (2016年、2018年、2020年)
- KSL市原カップ: 1回 (2016年)

### レディース
- 関東女子サッカーリーグ1部: 2回 (2023年、2024年)
- 千葉県女子サッカーリーグ2部: 1回 (2017年)

### レディースU-15・Green
- レディースU-15
  - 千葉県女子ユース（U-15）サッカーリーグ1部: 1回 (2015年)
- Green
  - 千葉県女子ユース（U-15）サッカーリーグ
    - 2部: 1回 (2017年)
    - 3部: 1回 (2016年)

## ユニフォーム

### ユニフォームスポンサー
| 掲出箇所   | スポンサー名                         | 表記                           | 掲出年   | 備考                            |
| 胸         | ピイ・アンド・アイ・エンタープライズ | Pulchra                        | 2012年 - |                                 |
| 鎖骨       | ソディック                           | Sodick                         | 2024年 - | 左側に掲出                      |
| 背中上部   | なし                                 | -                              | -        |                                 |
| 背中下部   | なし                                 | -                              | -        |                                 |
| 袖         | 小湊鉄道                             | 小湊鐵道                       | 2019年 - | 2013年 - 2018年は背中上部       |
| パンツ前面 | 医療法人社団緑祐会                   | RYOKUYUKAI 医療法人社団 緑祐会 | 2012年 - | 2012年 - 2014年は「緑祐会」表記 |
| パンツ背面 | なし                                 | -                              | -        |                                 |

### ユニフォームサプライヤーの遍歴
- 2011年 - 2013年：カッパ
- 2014年 - 2017年：アクオレ
- 2018年：ボネーラ[6]
- 2019年 - 2024年：ペナルティ[7]
- 2025年 - 現在：VINCULUM（弘武堂スポーツ）

### 歴代ユニフォームスポンサー表記
| 年度 | 箇所    | 箇所              | 箇所   | 箇所        | 箇所     | 箇所          | 箇所                           | 箇所       | サプライヤー |
| 年度 | 胸      | 鎖骨右            | 鎖骨左 | 背中上部    | 背中下部 | 袖            | パンツ前面                     | パンツ背面 | サプライヤー |
| 2013 | Pulchra | -                 | -      | 小湊鉄道    | -        | cocomi 治療院 | 緑祐会                         | -          | Kappa        |
| 2014 | Pulchra | -                 | -      | 小湊鉄道    | -        | -             | 緑祐会                         | -          | ACUORE       |
| 2015 | Pulchra | -                 | -      | 小湊鉄道    | -        | -             | RYOKUYUKAI 医療法人社団 緑祐会 | -          | ACUORE       |
| 2016 | Pulchra | -                 | -      | 小湊鉄道    | -        | 津田屋        | RYOKUYUKAI 医療法人社団 緑祐会 | -          | ACUORE       |
| 2017 | Pulchra | -                 | -      | 小湊鉄道    | 飛田建設 | 津田屋        | RYOKUYUKAI 医療法人社団 緑祐会 | -          | ACUORE       |
| 2018 | Pulchra | -                 | -      | 小湊鉄道    | 飛田建設 | 津田屋        | RYOKUYUKAI 医療法人社団 緑祐会 | -          | bonera       |
| 2019 | Pulchra | -                 | -      | 津田屋      | 飛田建設 | 小湊鉄道      | RYOKUYUKAI 医療法人社団 緑祐会 | -          | PENALTY      |
| 2020 | Pulchra | -                 | -      | 津田屋      | 飛田建設 | 小湊鉄道      | RYOKUYUKAI 医療法人社団 緑祐会 | -          | PENALTY      |
| 2021 | Pulchra | -                 | -      | 飛田建設    | -        | 小湊鉄道      | RYOKUYUKAI 医療法人社団 緑祐会 | -          | PENALTY      |
| 2022 | Pulchra | -                 | -      | 飛田建設    | -        | 小湊鉄道      | RYOKUYUKAI 医療法人社団 緑祐会 | -          | PENALTY      |
| 2023 | Pulchra | プラスワン ホーム | -      | FUJIKO      | 飛田建設 | 小湊鉄道      | RYOKUYUKAI 医療法人社団 緑祐会 | -          | PENALTY      |
| 2024 | Pulchra | プラスワン ホーム | Sodick | TOYO FUJIKO | -        | 小湊鉄道      | RYOKUYUKAI 医療法人社団 緑祐会 | -          | PENALTY      |
| 2025 | Pulchra | -                 | Sodick | -           | -        | 小湊鉄道      | RYOKUYUKAI 医療法人社団 緑祐会 | -          | VINCULUM     |